# États post-soviétiques

Les États post-soviétiques :
1.
2.
3.
4. *
5.
6.
7.
8. *
9. *
10.
11.
12.
13.
14.
15.
Le * dénote l'existence d'États ayant existé avant et en parallèle de leur occupation par l'URSS.

Les États post-soviétiques (ou postsoviétiques), également connus sous le nom d'ex-Union soviétique, d'anciennes républiques soviétiques et en Russie comme l'étranger proche (en russe ближнее зарубежье, blijnéié zaroubiéjié), sont les 15 États souverains qui succèdent à des républiques fédérées de l'Union soviétique, apparus après la dissolution de cette dernière en 1991.
La Russie est le principal État successeur et l'État continuateur internationalement reconnu de l'Union soviétique après la guerre froide. L'Ukraine a, par la loi, proclamé qu'elle était un État successeur de la RSS d'Ukraine et de l'Union soviétique, ce qui a conduit a un litige sur des propriétés autrefois détenues par les Soviétiques,,.
Les trois États baltes — Estonie, Lettonie et Lituanie —, envahis en 1940 et occupés illégalement, ont été les premiers à revendiquer leur indépendance entre mars et mai 1990, avant de rétablir leurs états d'origine une fois l'URSS dissoute. Le terme d'État post-soviétique est par ailleurs très contesté par les pays baltes, fortement occidentalisés depuis plusieurs siècles, qui insistent sur le caractère illégitime et non-souhaité de l'annexion de l'URSS. Considérer les pays baltes comme d'anciens pays soviétiques est alors vu par ces derniers comme une continuité de la vision impérialiste et coloniale de la Russie, les républiques soviétique portant leur nom ayant été créées de toutes pièces par l'URSS pour laisser croire à l'adhésion volontaire de ces États à cette dernière,.
Les 12 républiques restantes ont toutes fait sécession par la suite, ont rejoint la Communauté des États indépendants (CEI) et, pour la plupart, ont rejoint l'Organisation du traité de sécurité collective (OTSC). En revanche, les États baltes se sont concentrés sur leur adhésion à l'Union européenne (UE) et à l'OTAN. Les responsables de l'UE ont souligné l'importance des accords d'association entre l'UE et les États post-soviétiques,.
Plusieurs États contestés, plus ou moins reconnus, existent sur le territoire de l'ex-Union soviétique : la Transnistrie dans l'est de la Moldavie, l'Abkhazie et l'Ossétie du Sud dans le nord de la Géorgie et le Haut-Karabagh dans le sud-ouest de l'Azerbaïdjan. Depuis 2014, la république populaire de Donetsk et la république populaire de Lougansk, à l'extrême est de l'Ukraine, ont revendiqué leur indépendance. Tous ces États non reconnus, à l'exception du Haut-Karabagh, dépendent du soutien armé et de l'aide financière de la Russie. Le Haut-Karabagh est intégré de facto à l'Arménie, qui entretient également une coopération étroite avec la Russie. Avant son annexion par la Russie en mars 2014, qui n'est pas reconnue par la plupart des pays, la Crimée s'est brièvement déclarée État indépendant. En 2022, la république populaire de Donetsk, la république populaire de Lougansk, l’oblast de Kherson et l’oblast de Zaporijjia sont également annexés à la fédération de Russie.
Dans le langage politique de la Russie et de certains autres États post-soviétiques, l'expression « étranger proche » (en russe ближнее зарубежье, blijnéié zaroubiéjié) fait référence aux républiques indépendantes qui ont émergé après la dissolution de l'Union soviétique. L'utilisation croissante du terme dans d'autres langues est liée aux affirmations (contestées) du droit de la Russie à maintenir une influence significative dans la région,,. Le président russe Vladimir Poutine a déclaré que la région faisait partie de la « sphère d'influence » de la Russie et était stratégiquement vitale pour les intérêts russes. Le concept a été comparé à la doctrine Monroe.